# Svend Thingholm
Svend Thingholm (født 24. februar 1907 i København, død 1991) var en dansk maskinarbejder og kommunalpolitiker, der fra 1956 til 1974 var borgmester i først Randers Købstadskommune, senere Randers Kommune, valgt for Socialdemokratiet.
Thingholm blev uddannet maskinarbejder i 1927 og var fra 1937 til 1956 medlem af Smedenes Fagforbunds afdelingsbestyrelse.
Han debuterede som folkevalgt i 1950, hvor han blev indvalgt i Randers Byråd og allerede seks år senere blev han borgmester. Efter valget i 1956 vandt han byrådets afstemning om borgmesterposten med stemmerne 11-7 mod tidligere borgmester N.C. Poulsen.
Som borgmester indviede han 26. juni 1963 Danmarks første gågade, Houmeden.